# Lina Alfredsson
Lina Alfredsson (* 1. März 1983) ist eine schwedische Badmintonspielerin. 

## Karriere
Lina Alfredsson gewann durch alle schwedische Nachwuchsaltersklassen zahlreiche Meistertitel, ehe sie 2007 erstmals bei den Erwachsenen erfolgreich war. Bei den Norwegian International 2001 wurde sie Dritte, ein Jahr später Zweite ebenso wie bei den Iceland International 2004.

## Sportliche Erfolge
| Saison    | Veranstaltung                     | Disziplin    | Platz | Name                                                     |
| --------- | --------------------------------- | ------------ | ----- | -------------------------------------------------------- |
| 1997/1998 | Schweden: Einzelmeisterschaft U15 | Damendoppel  | 1     | Lina Alfredsson / Sara Alfredsson (Mörrum)               |
| 1997/1998 | Schweden: Einzelmeisterschaft U15 | Mixed        | 1     | Dennis von Dahn / Lina Alfredsson (Mörrum)               |
| 1999/2000 | Schweden: Einzelmeisterschaft U17 | Damendoppel  | 1     | Lina Alfredsson / Sarah Alfredsson (Mörrum)              |
| 1999/2000 | Schweden: Einzelmeisterschaft U17 | Mixed        | 1     | Dennis von Dahn / Lina Alfredsson (Mörrum)               |
| 1999/2000 | Schweden: Einzelmeisterschaft U19 | Damendoppel  | 1     | Sarah Alfredsson / Lina Alfredsson (Mörrum)              |
| 2000/2001 | Schweden: Einzelmeisterschaft U19 | Mixed        | 1     | Dennis von Dahn / Lina Alfredsson (Mörrum)               |
| 2000/2001 | Schweden: Einzelmeisterschaft U19 | Dameneinzel  | 1     | Lina Alfredsson (Mörrum)                                 |
| 2001/2002 | Schweden: Einzelmeisterschaft U19 | Dameneinzel  | 1     | Lina Alfredsson (Mörrum)                                 |
| 2001/2002 | Schweden: Einzelmeisterschaft U19 | Mixed        | 1     | Dennis von Dahn / Lina Alfredsson (Mörrum)               |
| 2001/2002 | Schweden: Einzelmeisterschaft U22 | Herrendoppel | 1     | Lina Alfredsson / Jenny Kruseborn (Mörrum / Skogås)      |
| 2001/2002 | Schweden: Einzelmeisterschaft U19 | Damendoppel  | 1     | Lina Alfredsson / Sarah Alfredsson (Mörrum)              |
| 2002/2003 | Schweden: Einzelmeisterschaft U22 | Herrendoppel | 1     | Lina Alfredsson / Sarah Alfredsson (Aura / Askim)        |
| 2003/2004 | Schweden: Einzelmeisterschaft U22 | Damendoppel  | 1     | Lina Alfredsson / Sarah Alfredsson (BK Aura / Askim BC)  |
| 2003/2004 | Schweden: Einzelmeisterschaft U22 | Dameneinzel  | 1     | Lina Alfredsson (BK Aura)                                |
| 2004/2005 | Schweden: Einzelmeisterschaft U22 | Mixed        | 1     | Dennis von Dahn / Lina Alfredsson (Täby BMF / Malmö BK)  |
| 2004/2005 | Schweden: Einzelmeisterschaft U22 | Damendoppel  | 1     | Lina Alfredsson / Sarah Alfredsson (Malmö BK / Askim BC) |
| 2006/2007 | Schweden: Einzelmeisterschaft     | Damendoppel  | 1     | Lina Alfredsson / Lina Uhac (Malmö BK / Västra Frölunda) |

## Referenzen
- Lina Alfredsson beim Badminton-Weltverband

| Personendaten    | Personendaten                  |
| ---------------- | ------------------------------ |
| NAME             | Alfredsson, Lina               |
| KURZBESCHREIBUNG | schwedische Badmintonspielerin |
| GEBURTSDATUM     | 1. März 1983                   |